# Indie pop
Indie pop je žanr alternativnog rocka koji je nastao u Ujedinjenom Kraljevstvu 1980-ih. Termin indie se koristio za sastave koji su izdavali za nezavisne izdavačke kuće, ali 1980-ih dolaze na scenu rock bendovi s pop usmjerenjem. Preferiraju jednostavan zvuk gitare umjesto preproduciranog synth popa tog vremena. Krajem 1980-ih indie sastavi u Ujedinjenom Kraljevstvu se sve više okreću rock zvuku, dok se drugi okreču zveckajućem zvuku gitara, popularnom oko 1986, na koji su utjecali bendovi kao što su The Pasteles i The Shop Assistants. Ovdje se dogodila podjela na indie pop, i indie rock na kojeg su više utjecali američki bendovi.